# 非洲摩天大樓列表
非洲摩天大樓列表列出坐落於非洲且建築高度超過140公尺（459.2英尺）的摩天大樓，目前非洲最高建築位於南非約翰尼斯堡的萊昂納多大廈，高度為234公尺（768英尺），該建築在2019年落成。
相對於北美洲與亞洲來說，非洲的摩天大樓數量較為稀少，而建築高度亦普遍較矮，至目前為止，在非洲高於200公尺的摩天大樓只有2座。早期，只有少數的金融主要城市如約翰尼斯堡、開普敦、德班、拉哥斯、奈洛比、哈拉雷、阿必尚內才有摩天大樓。2000年以後，包括開羅、馬布多、阿布加、坎帕拉、阿迪斯阿貝巴、三蘭港、羅安達、路易港等城市開始興建大量的高層建築物，但在建築高度而言還是普遍偏低。

## 按建築高度的摩天大樓排名
本列表對非洲所有超過140公尺（459.2英尺）高完工或已封頂建築，依照標準高度測量方法進行排名。尖頂或建築主體算在其中，但並不包括天線高度。